# 妙行寺 (新宿区)
妙行寺（みょうぎょうじ）は、東京都新宿区若葉二丁目にある日蓮宗の寺院である。山号を稲荷山という。旧本山は身延山久遠寺(身延門流)、潮師法縁。
付近には日宗寺などがある。

## 歴史
修験宗の本乗院が起源である。日朗（六老僧の一人で池上本門寺2世）が本乗院の修験者・頻加法印（のちの日学）を日蓮宗に改宗し、長禄‐寛正年間（1457年 - 1460年）頃、日学が本乗院を日蓮宗に改めたという。その後廃寺となるが、慶長19年（1614年）に本立院日純（正保2年（1646年）没）が開山となり麹町清水谷に再興した。寛永11年（1634年）、江戸拡張に伴い現在地へ移転した。のちに玉峯院日静（寛保3年（1743年）没）が中興している。

## 境内
- 本堂

## 歴代
- 本立院日純
- 玉峯院日静

## その他
- 須賀神社　- 妙行寺が別当寺を務めたという。

## 交通アクセス
- 東京メトロ丸ノ内線四谷三丁目駅3番出口より徒歩7分（経路案内）。
- JR・地下鉄四ツ谷駅より徒歩12分（経路案内）。

## 関連資料
- 『四谷区史』